# Bernburg (Saale)
Bernburg (Saale) è una città di 32 261 abitanti del land della Sassonia-Anhalt, in Germania.
È il capoluogo, ed il centro maggiore, del circondario del Salzland.

## Amministrazione

### Gemellaggi
Bernburg è gemellata con:
- Anderson
- Chomutov
- Fourmies
- Rheine
- Tarnowskie Góry
- Trakai

## Geografia antropica
La città di Bernburg è formata dalle precedenti Bergstadt (città sul monte) e Talstdat (città in valle), unificate dal 21 marzo 1865). A sua volta la Talstadt si compone di una Altstadt (città vecchia) e di una Neustadt (città nuova).
Comprende inoltre i seguenti quartieri:
- Anton-Saefkow-Siedlung, la città-giardino progettata dall'architetto Leopold Fischera tra John-Schehr-Straße e Horst-Heilmann-Straße, edificata alla fine degli anni Venti. Viene comunemente chiamata "Zickzackhausen" (case a zigzag), per la disposizione degli edifici.
- Friedenshall (un tempo, Solvayhall)
- Harnack-Siedlung (un tempo, Friedhofssiedlung)
- Schulze-Boysen-Siedlung (un tempo, Junkerssiedlung).

Alla città di Bernburg appartengono anche le seguenti frazioni:
- Aderstedt
- Baalberge
- Biendorf
- Gröna
- Peißen
- Poley
- Preußlitz
- Wohlsdorf